# Liste der Staatsarchive in Polen
Die Liste der Staatsarchive in Polen führt die Staatsarchive der Republik Polen auf. Dem Hauptdirektor der Polnischen Staatsarchive sind die Zentralarchive und die regionalen Staatsarchive (polnisch Archiwum Państwowe, AP) mit ihren Außen- und Zweigstellen unterstellt.

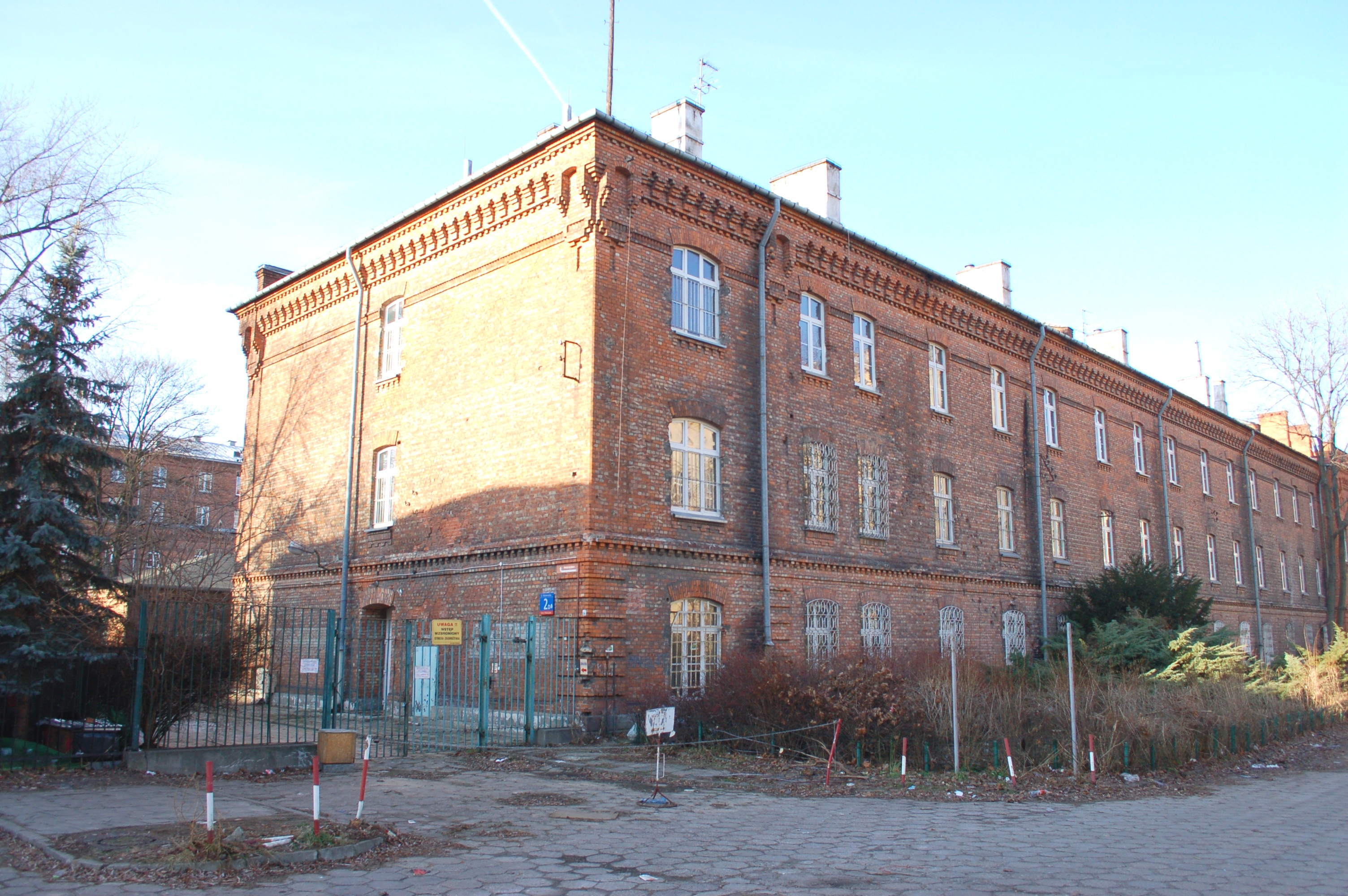
Hauptdirektion der Polnischen Staatsarchive, NDAP

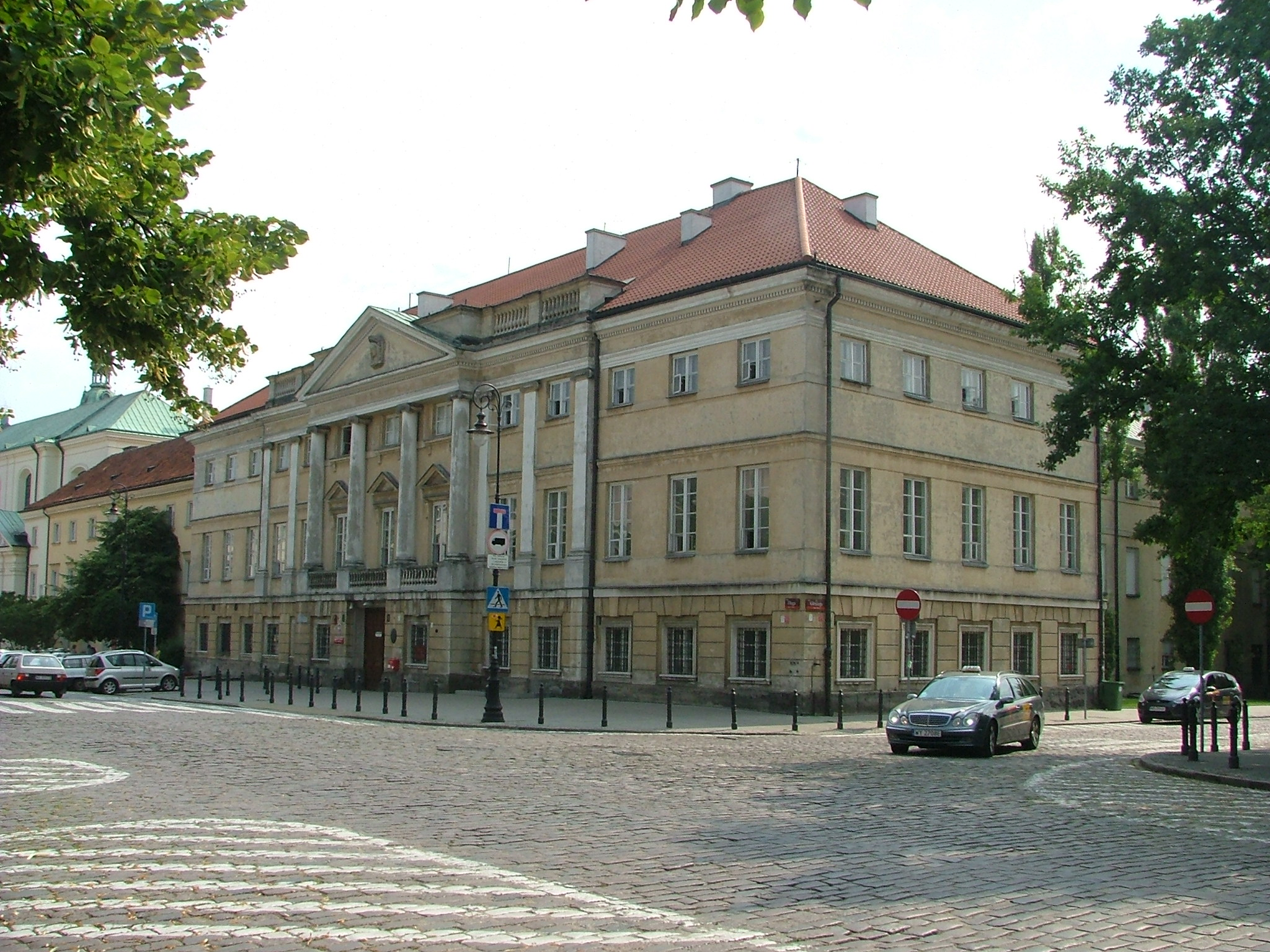
Hauptarchiv Alter Akten, AGAD

## Hauptdirektor und Hauptdirektion der Polnischen Staatsarchive
- Hauptdirektor der Polnischen Staatsarchive ist seit 31. Januar 2019 Paweł Pietrzyk. Die Hauptdirektion der Polnischen Staatsarchive (NDAP) ist ihm unterstellt und arbeitet ihm zu. Seine Stellvertreter sind Joanna Chojecka, Lucyna Harc und Ryszard Wojtkowski.[1]
- Naczelna Dyrekcja Archiwów Państwowych (NDAP, Hauptdirektion der Polnischen Staatsarchive), Generaldirektorin der Hauptdirektion ist Marta Muszyńska. Gliederung der NDAP:[2]
  - Archivabteilung
  - Abteilung für Computerisierung von Archiven
  - Abteilung für Gestaltung nationaler Archivressourcen
  - Abteilung der Archivorganisation
  - Abteilung für Popularisierung von Archivaktivitäten
  - Abteilung für Archiventwicklung
  - Büro des Generaldirektors

## Zentrale Archive

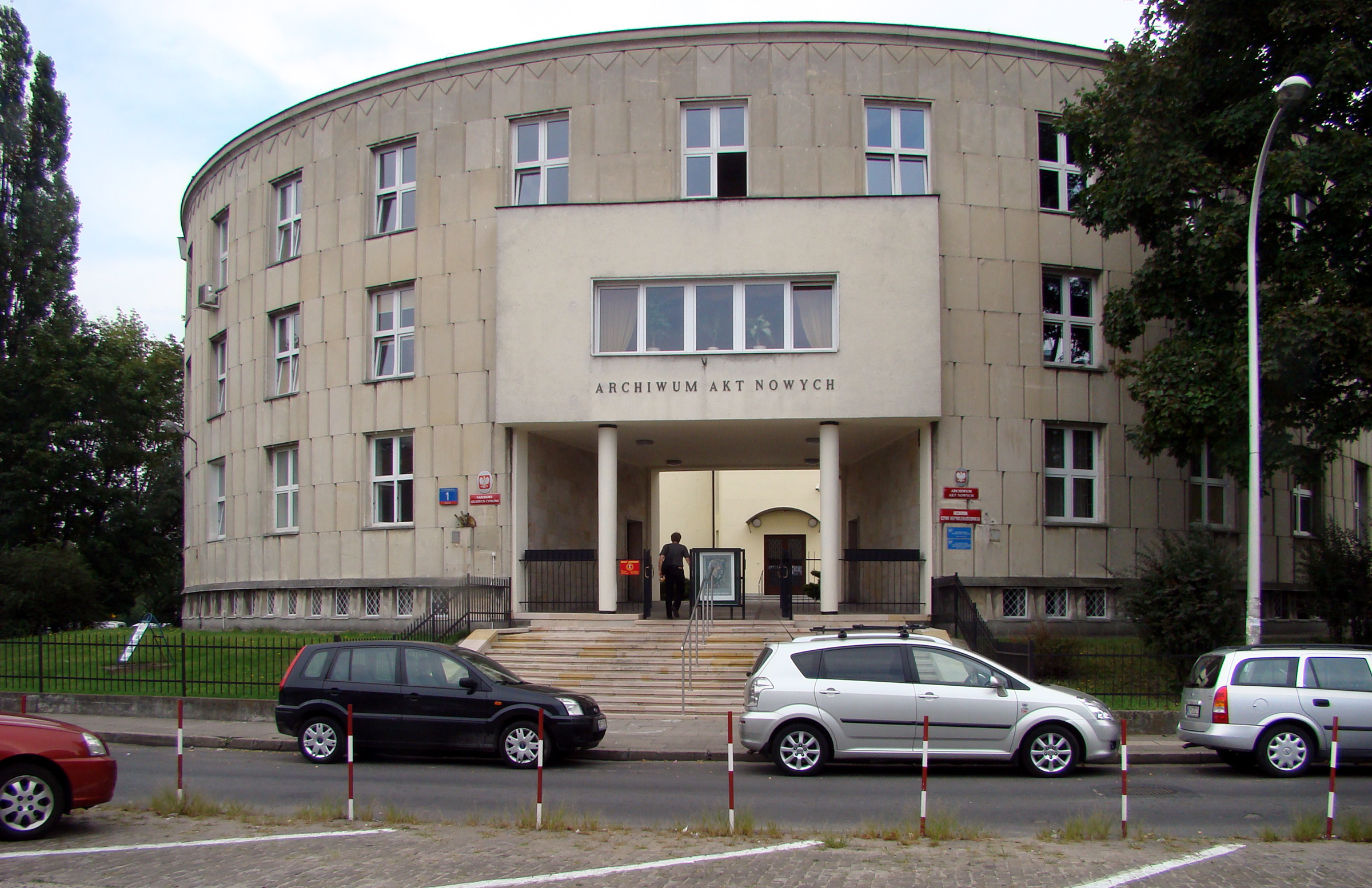
Neues Staatsarchiv, AAN & NAC

Neben den drei polnischen Zentralarchiven in Warschau gibt es eine Reihe weiterer Archive, die die Arbeit von Institutionen des Landes dokumentieren. Das Hauptarchiv Alter Akten wurde 1808 als Allgemeines Landesarchiv gegründet. Der chronologische Bestand reicht vom 12. Jahrhundert bis in zur Zeit des Ersten Weltkriegs. Das Neue Staatsarchiv wurde 1919 als Armeearchiv gegründet. Aus dem 1955 gegründeten Archiv für maschinelle Dokumentation entstand 2008 das Nationale Digitale Archiv.

### Zentralarchive
- Archiwum Akt Nowych (AAN, Neues Staatsarchiv), ⊙
- Archiwum Główne Akt Dawnych (AGAD, Hauptarchiv Alter Akten), ⊙
- Narodowe Archiwum Cyfrowe (NAC, Nationales Digitales Archiv), ⊙

### Sonstige Archive

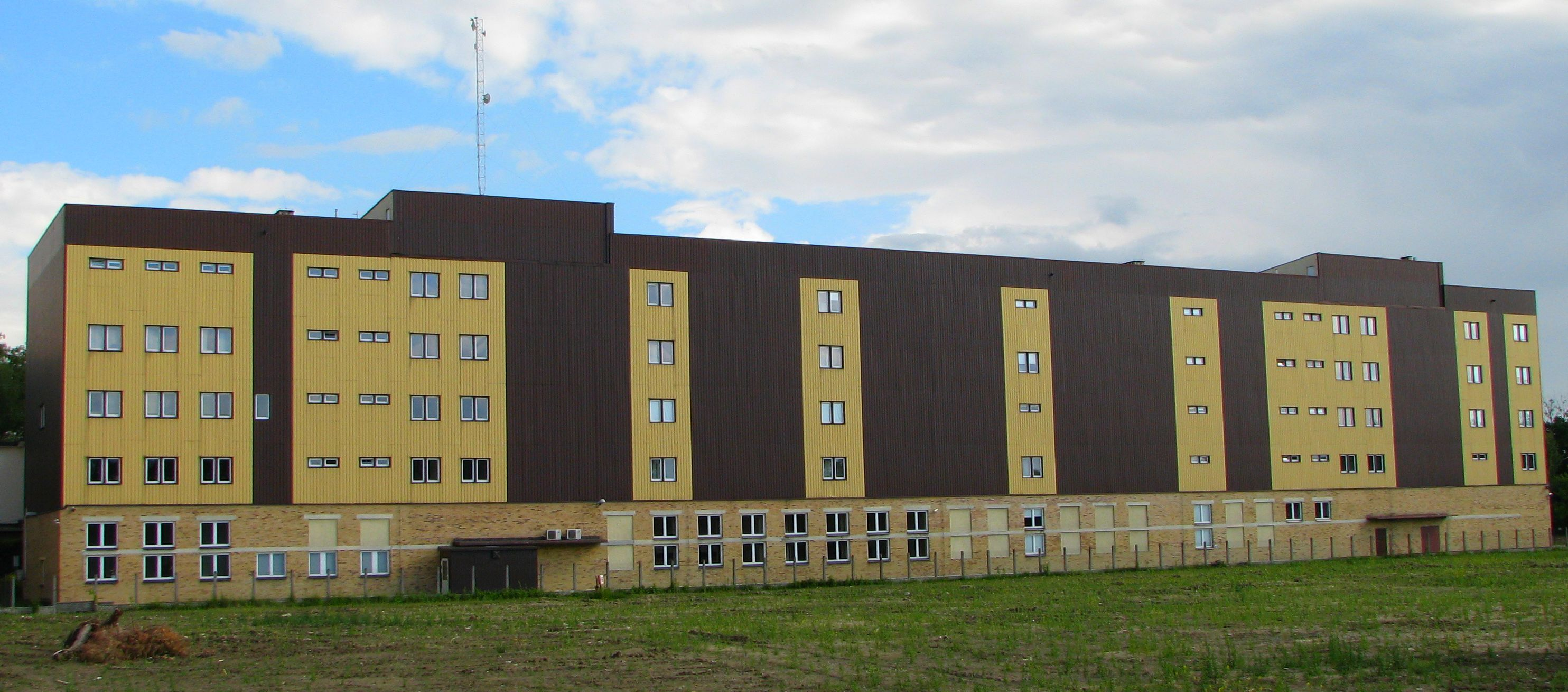
Staatsarchiv für Personal- und Buchhaltungswesen

- Archiwum Dokumentacji Osobowej i Płacowej (ADOP, Dokumentationsarchiv für Personal- und Buchhaltungswesen) in Milanówek, ⊙
- Główny Urząd Statystyczny (GUS): Centralne Archiwum Statystyczne (Zentrales Statistikarchiv des Statistikhauptamtes), ⊙
- Archiwum Sejmu (Archiv des polnischen Sejm), ⊙
- Archiwum Senatu (Archiv des polnischen Senats), ⊙
- Biuro Archiwum i Zarządzania Informacją (BAZI,  Büro für Informationsmanagement und Archiv des Außenministeriums), ⊙
- Urząd ds. Kombatantów i Osób Represjonowanych (Amt für Veteranen und politisch Verfolgte – Registrierungsbüro und Archiv), ⊙

## Regionale Staatsarchive – Archiwa państwowe

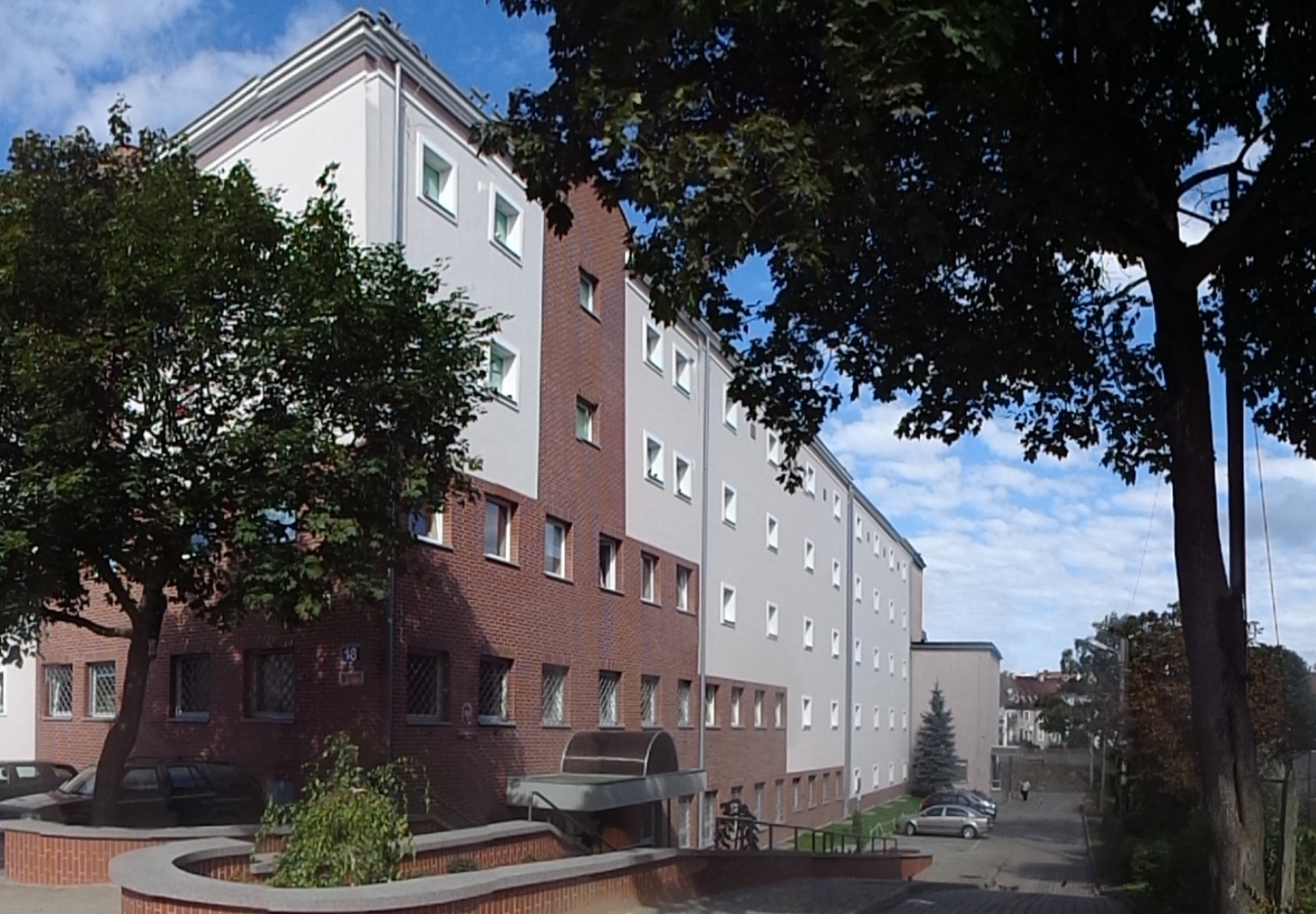
Staatsarchiv Allenstein

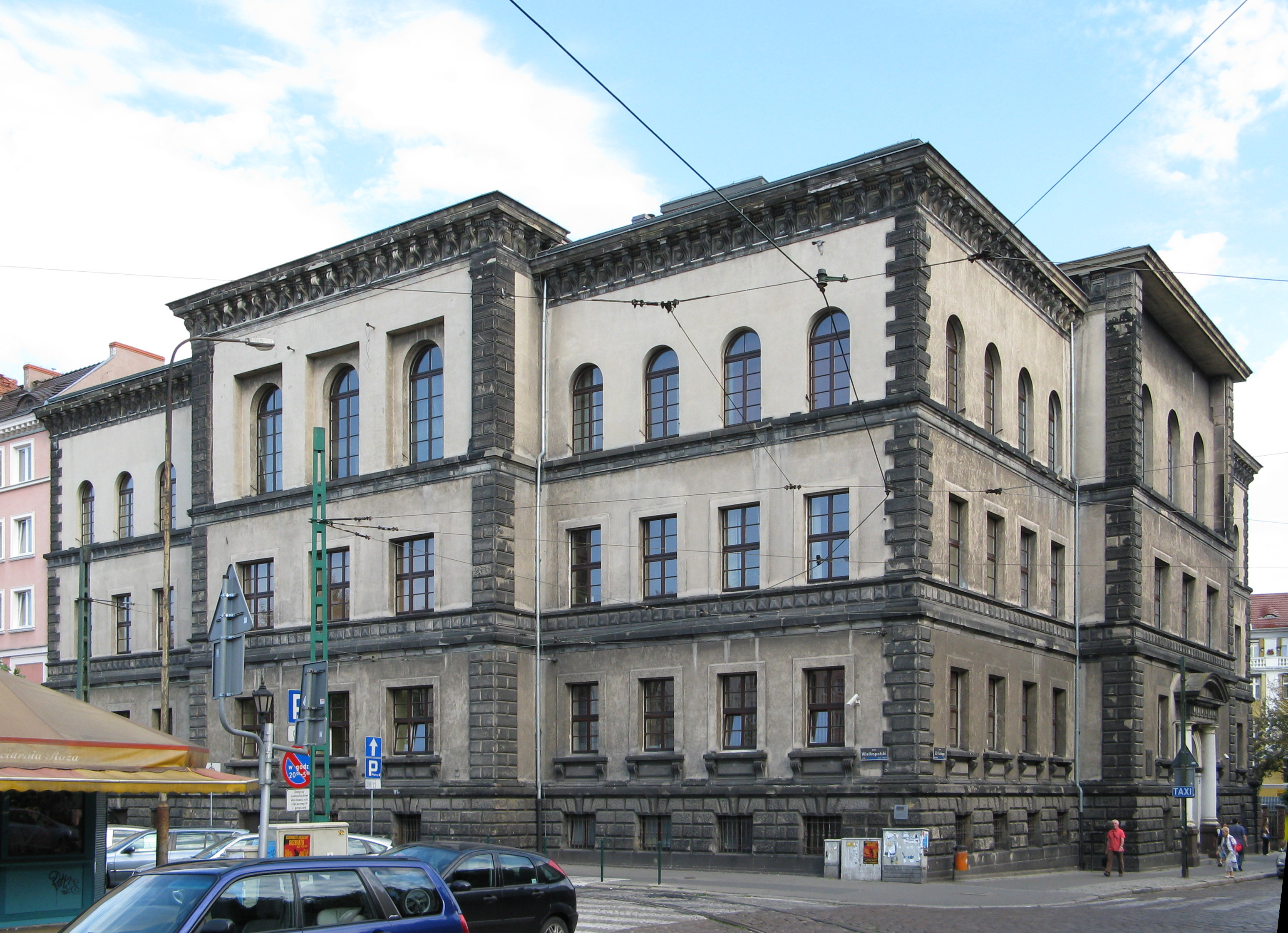
Staatsarchiv Posen

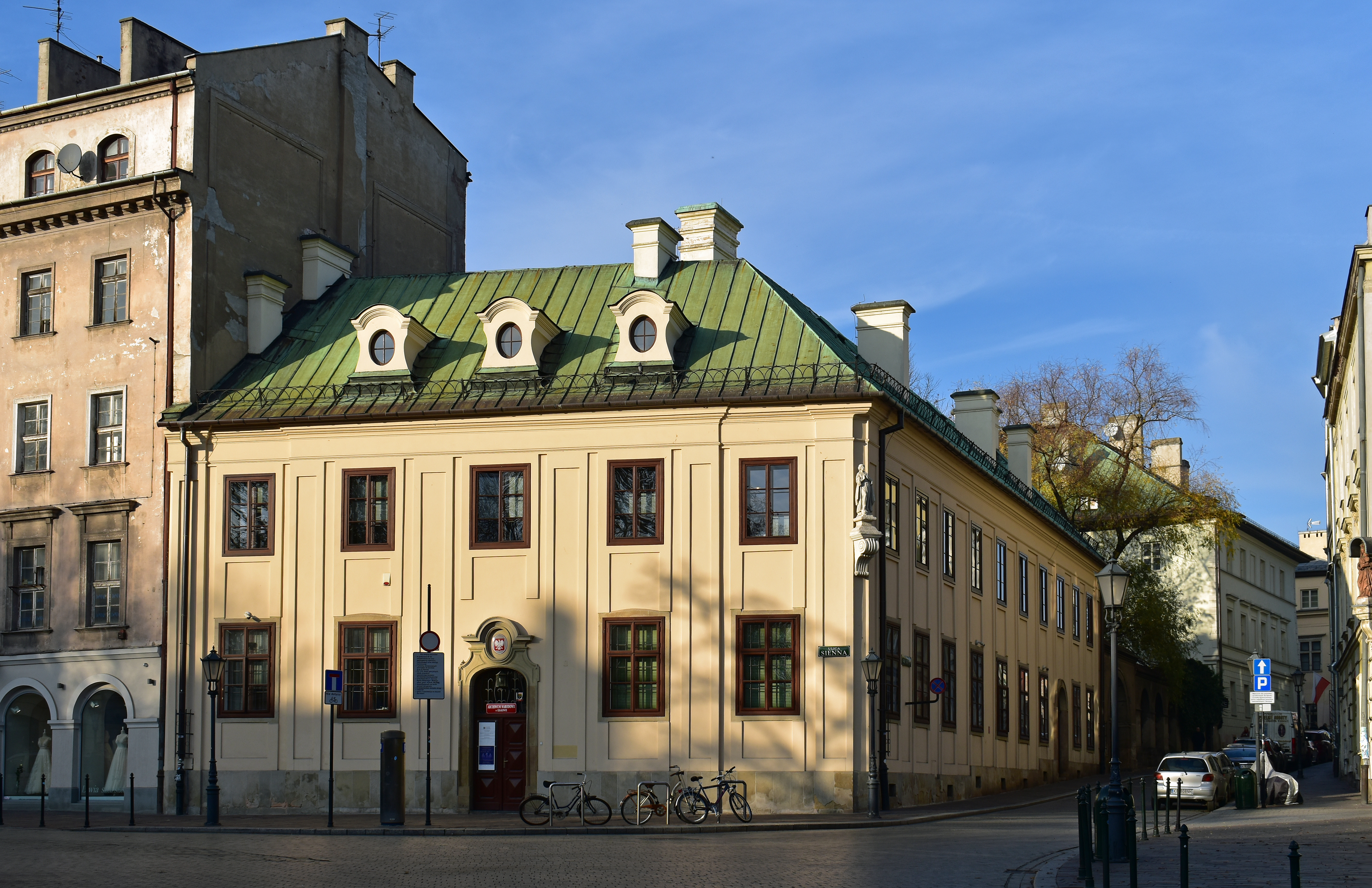
Staatsarchiv Krakau

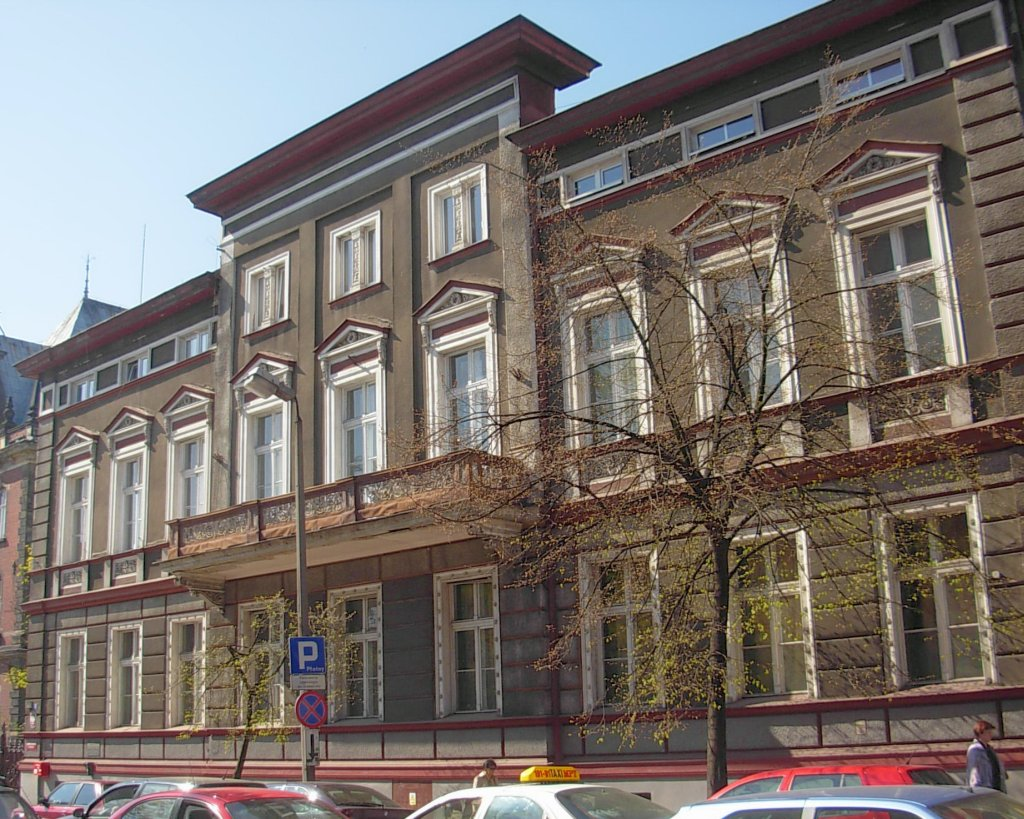
Staatsarchiv Bromberg

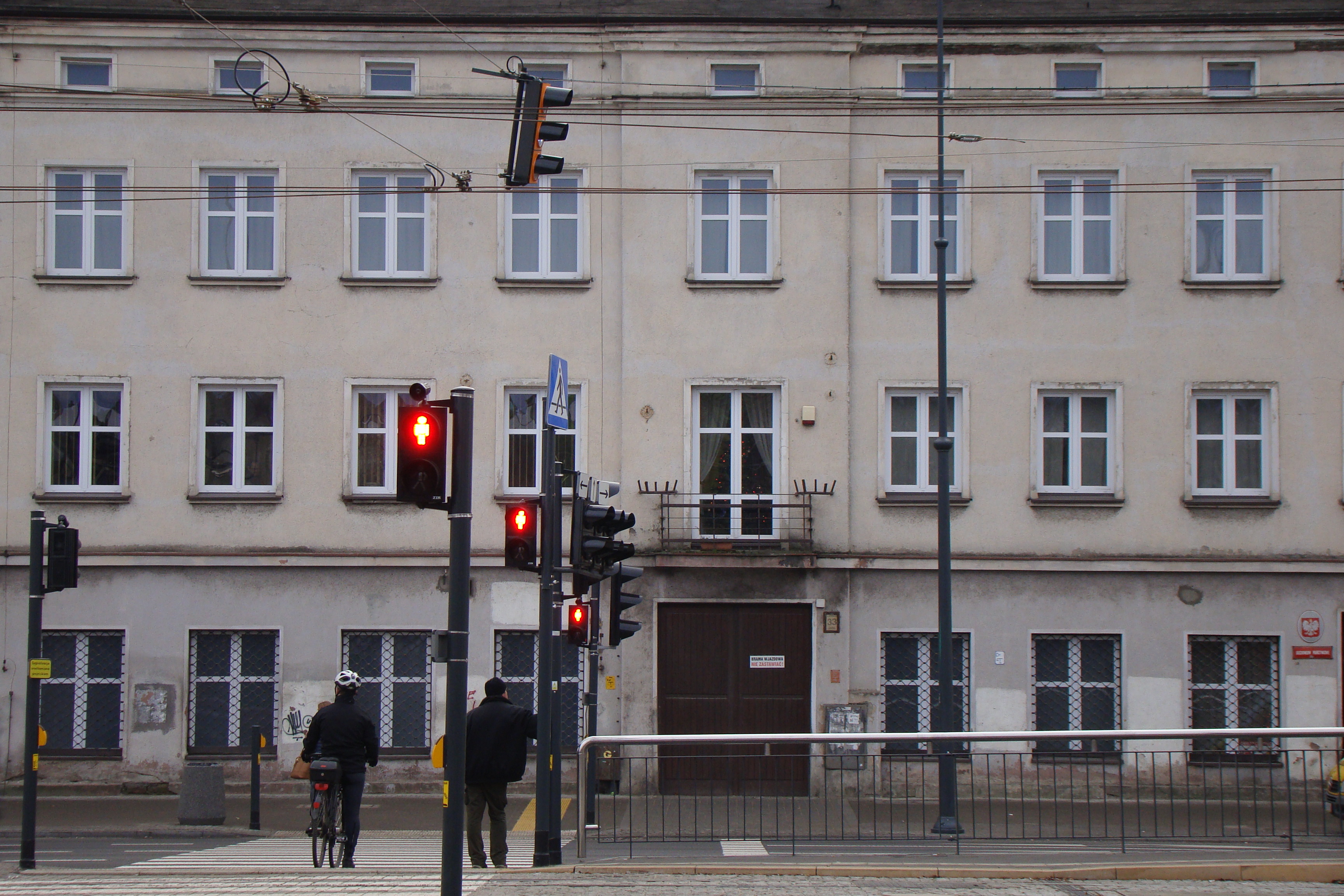
Staatsarchiv Łódź

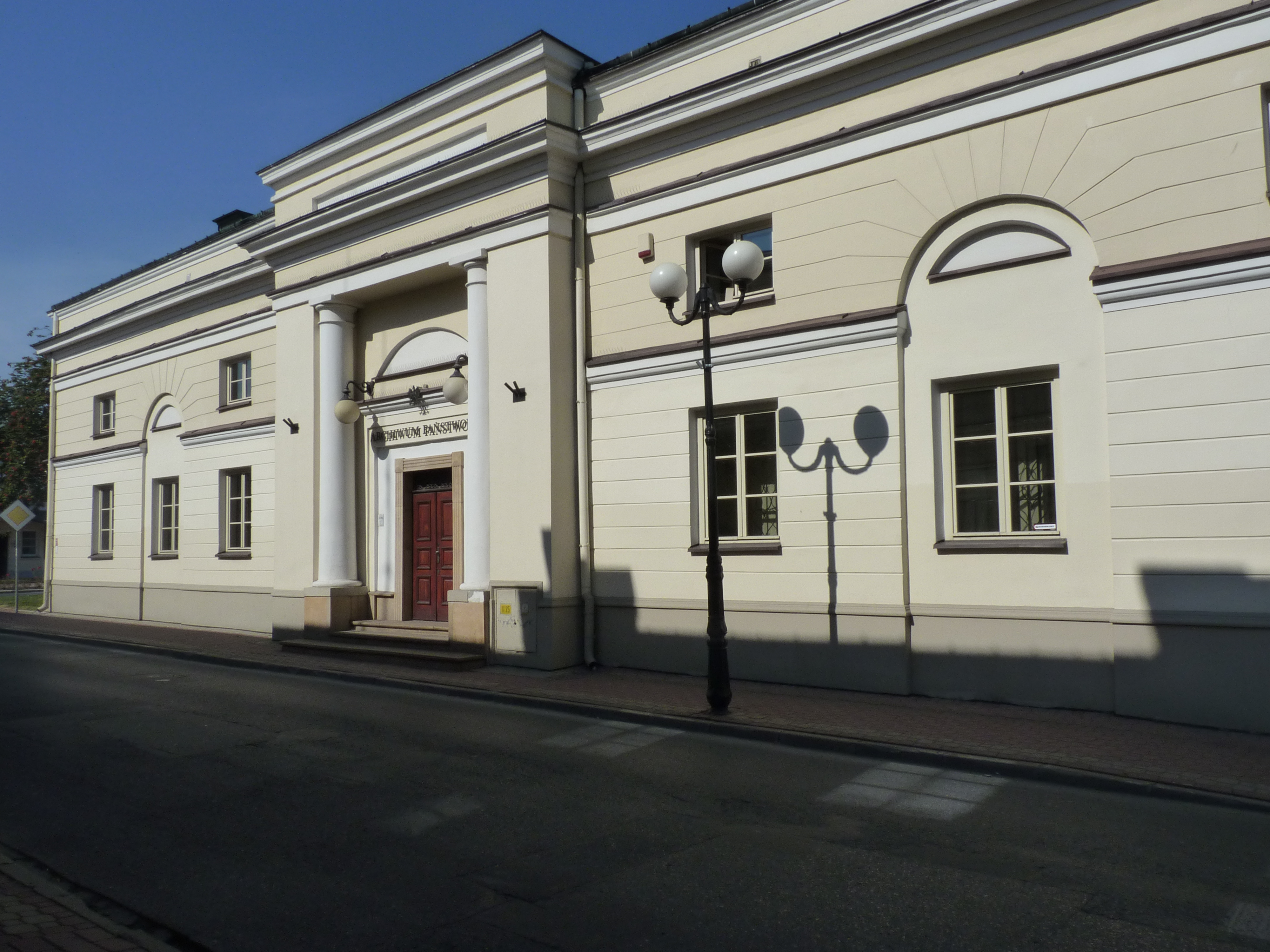
Staatsarchiv Siedlce

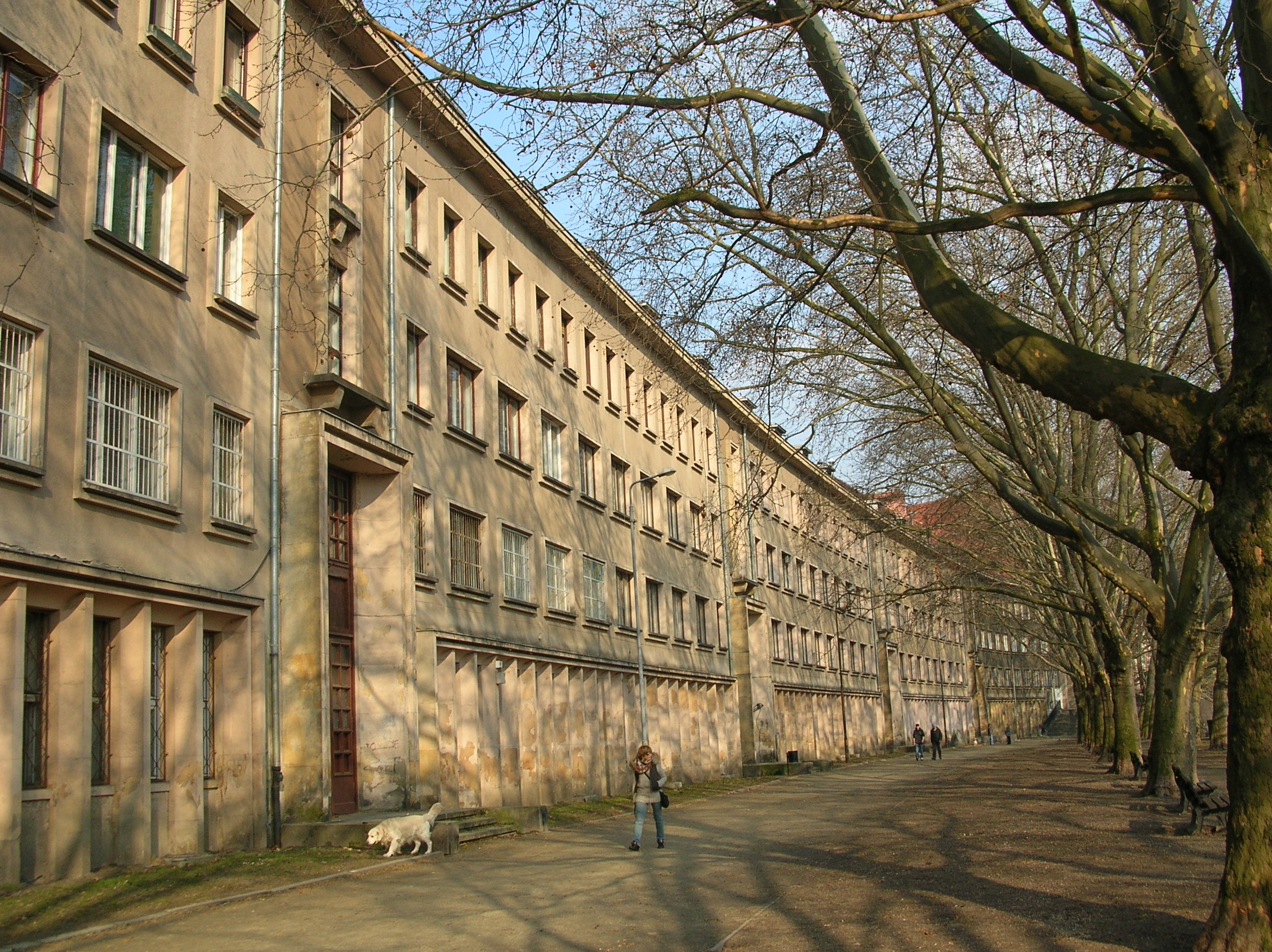
Staatsarchiv Breslau

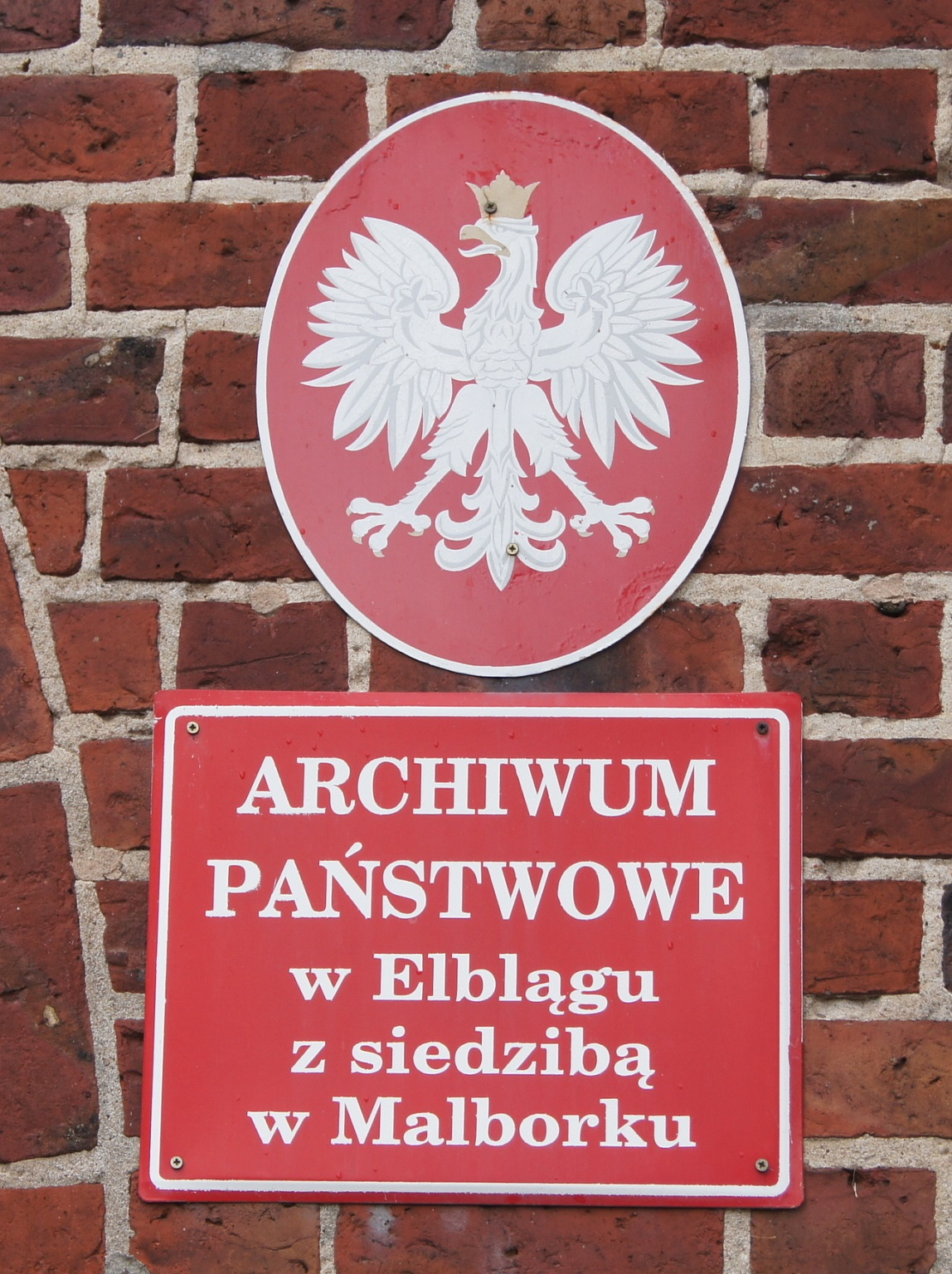
Tafel des Staatsarchivs Elbing

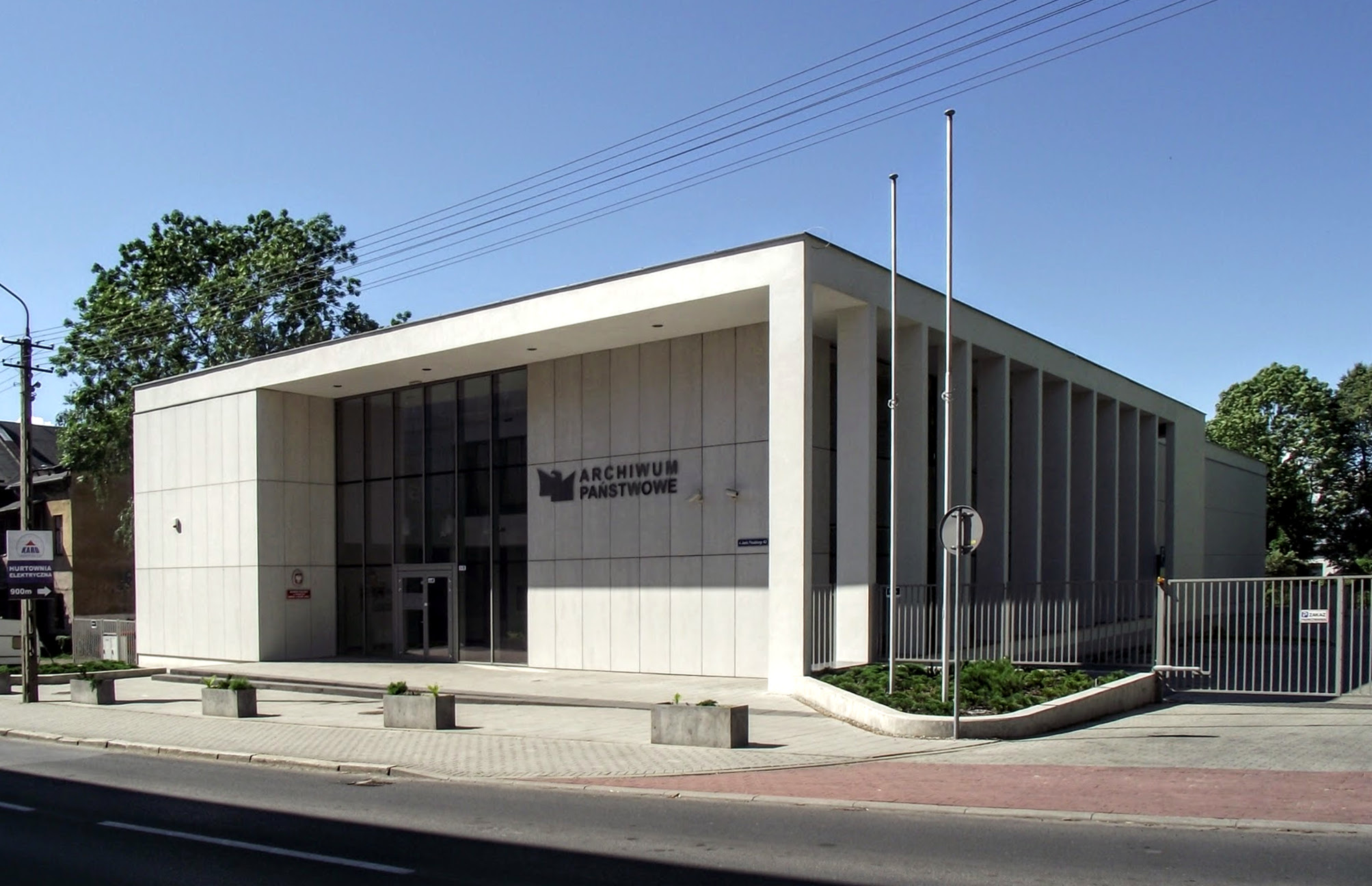
Außenstelle in Bielsko-Biała

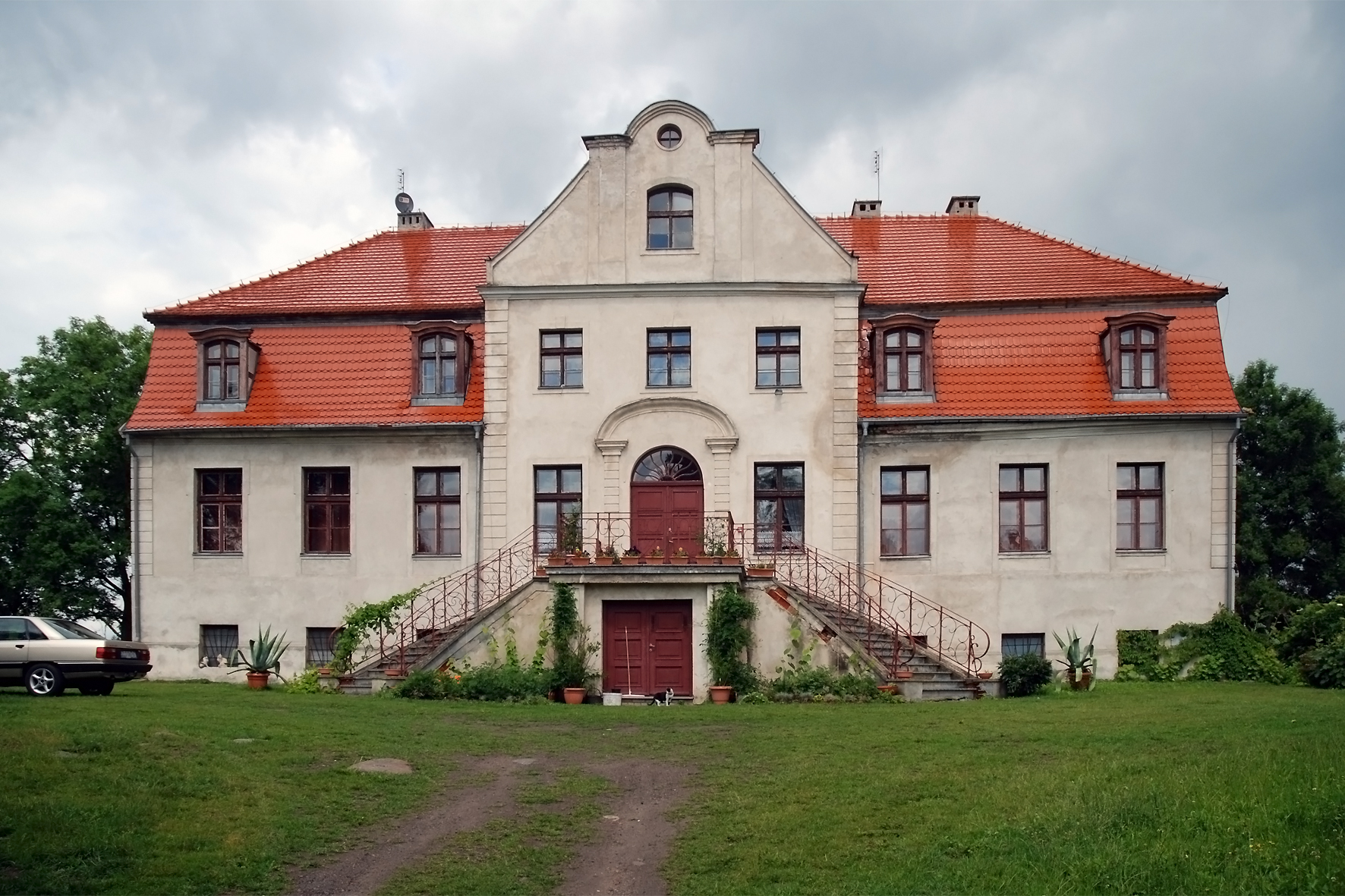
Zweigstelle in Strzmiele

Bei den Filialen der Staatsarchive wird in Oddział (Außenstelle) und Ekspozytura (Zweigstelle) unterschieden. Das Forschungszentrum für jüdische Geschichte (OBHZ) ist eine Außenstelle des Staatsarchivs in Rzeszów.

### Woiwodschaft Ermland-Masuren
- Staatsarchiv Olsztyn (Allenstein), ⊙
  - Außenstelle in Nidzica (Neidenburg), ⊙

### Woiwodschaft Großpolen
- Staatsarchiv Posen, ⊙
  - Außenstelle in Gniezno (Gnesen), ⊙
  - Außenstelle in Konin, ⊙
  - Außenstelle in Piła (Schneidemühl), ⊙
- Staatsarchiv Kalisz (Kalisch), ⊙
- Staatsarchiv Leszno (Lissa), ⊙

### Woiwodschaft Heiligkreuz
- Staatsarchiv Kielce, ⊙
  - Außenstelle in Jędrzejów, ⊙
  - Außenstelle in Pińczów, ⊙
  - Außenstelle in Sandomierz, ⊙
  - Außenstelle in Starachowice, ⊙

### Woiwodschaft Karpatenvorland
- Staatsarchiv Rzeszów, ⊙
  - Außenstelle in Sanok, ⊙
  - Außenstelle in Skołyszyn
  - Ośrodek Badań Historii Żydów (OBHZ, Forschungszentrum für jüdische Geschichte)
- Staatsarchiv Przemyśl, ⊙

### Woiwodschaft Kleinpolen
- Staatsarchiv Krakau, ⊙
  - Außenstelle in Nowy Sącz, ⊙
  - Außenstelle in Bochnia
  - Außenstelle in Tarnów, ⊙
  - Zweigstelle in Nowy Targ
  - Zweigstelle in Spytkowice

### Woiwodschaft Kujawien-Pommern
- Staatsarchiv Bydgoszcz (Bromberg), ⊙
  - Außenstelle in Inowrocław (Hohensalza)
- Staatsarchiv Toruń (Thorn), ⊙
  - Außenstelle in Włocławek (Leslau)

### Woiwodschaft Lebus
- Staatsarchiv Gorzów Wielkopolski-Stary Kisielin (Grünberg), ⊙
- Staatsarchiv Zielona Góra (Landsberg an der Warthe), ⊙

### Woiwodschaft Łódź
- Staatsarchiv Łódź, ⊙
  - Außenstelle in Sieradz
- Staatsarchiv Piotrków Trybunalski, ⊙
  - Außenstelle in Tomaszów Mazowiecki

### Woiwodschaft Lublin
- Staatsarchiv Lublin, ⊙
  - Außenstelle in Chełm, ⊙
  - Außenstelle in Kraśnik, ⊙
  - Außenstelle in Radzyń Podlaski, ⊙
- Staatsarchiv Zamość, ⊙

### Woiwodschaft Masowien
- Staatsarchiv Warschau, ⊙
  - Außenstelle in Grodzisk Mazowiecki
  - Außenstelle in Łowicz
  - Außenstelle in Mława
  - Außenstelle in Otwock
  - Außenstelle in Pułtusk
  - Zweigstellen in Milanówek und Nidzica (Neidenburg)
- Staatsarchiv Płock, ⊙
  - Außenstelle in Kutno, ⊙
  - Außenstelle in Łęczyca, ⊙
- Staatsarchiv Radom, ⊙
- Staatsarchiv Siedlce, ⊙

### Woiwodschaft Niederschlesien
- Staatsarchiv Breslau, ⊙
  - Außenstelle in Jelenia Góra (Hirschberg), ⊙
  - Außenstelle in Kamieniec Ząbkowicki (Kamenz), ⊙
  - Außenstelle in Bolesławiec (Bunzlau), ⊙
  - Außenstelle in Legnica (Liegnitz), ⊙

### Woiwodschaft Opole
- Staatsarchiv Oppeln, ⊙

### Woiwodschaft Podlachien
- Staatsarchiv Białystok, ⊙
  - Außenstelle in Łomża, ⊙
- Staatsarchiv Suwałki, ⊙
  - Außenstelle in Ełk (Lyck), ⊙

### Woiwodschaft Pommern
- Staatsarchiv Danzig, ⊙
  - Außenstelle in Gdynia (Gdingen), ⊙
- Staatsarchiv Malbork (Marienburg, ehemals Elbing), ⊙

### Woiwodschaft Schlesien
- Staatsarchiv Katowice (Kattowitz), ⊙
  - Außenstelle in Bielsko-Biała, ⊙
  - Außenstelle in Gliwice (Gleiwitz), ⊙
  - Außenstelle in Oświęcim (Auschwitz)
  - Außenstelle in Pszczyna (Pless), ⊙
  - Außenstelle in Racibórz (Ratibor), ⊙
  - Außenstelle in Żywiec (Saybusch)
  - Außenstelle in Cieszyn (Teschen), ⊙
- Staatsarchiv Częstochowa (Tschenstochau), ⊙

### Woiwodschaft Westpommern
- Staatsarchiv Stettin, ⊙
  - Außenstelle in Międzyzdroje (Misdroy), ⊙
  - Außenstelle in Stargard, ⊙
  - Zweigstelle in Strzmiele (Stramehl), ⊙
- Staatsarchiv Koszalin (Köslin), ⊙
  - Außenstelle in Słupsk (Stolp), ⊙
  - Außenstelle in Szczecinek (Neustettin), ⊙

## Online-Recherche der polnischen Staatsarchive
- Szukaj w Archiwach. (Zentrale Datenbank der polnischen Archive)